# Регион X Венетия и Истрия

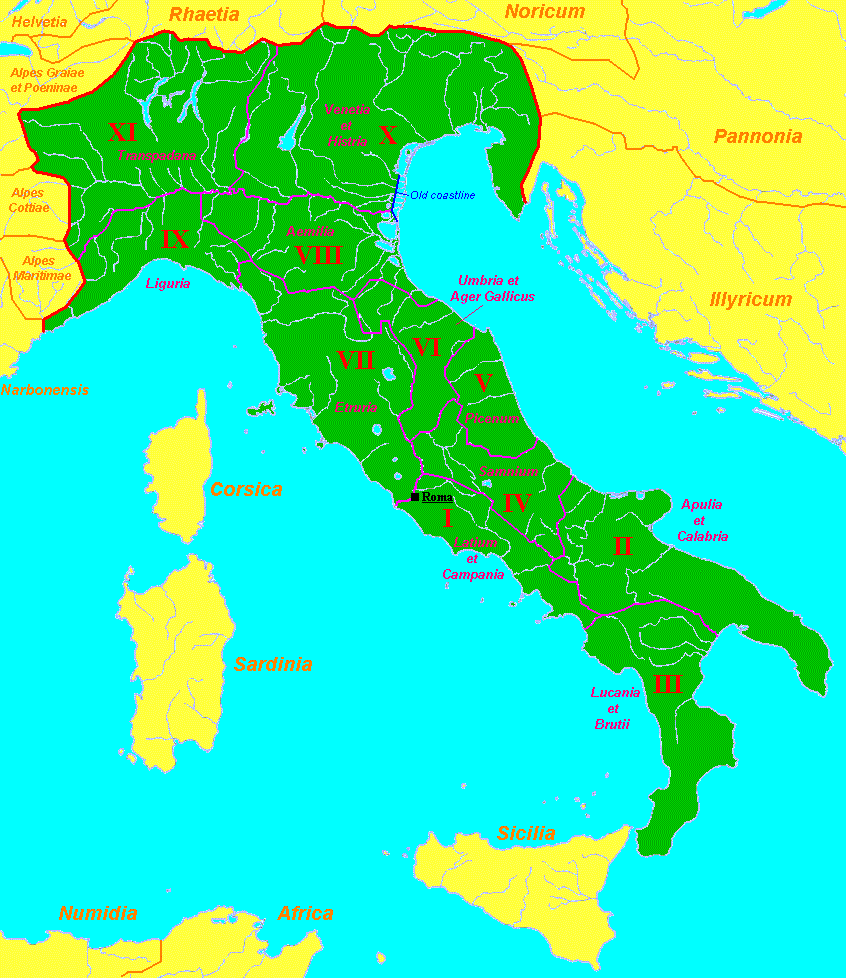
Италийские регионы, после реформы Октавиана Августа (I век).

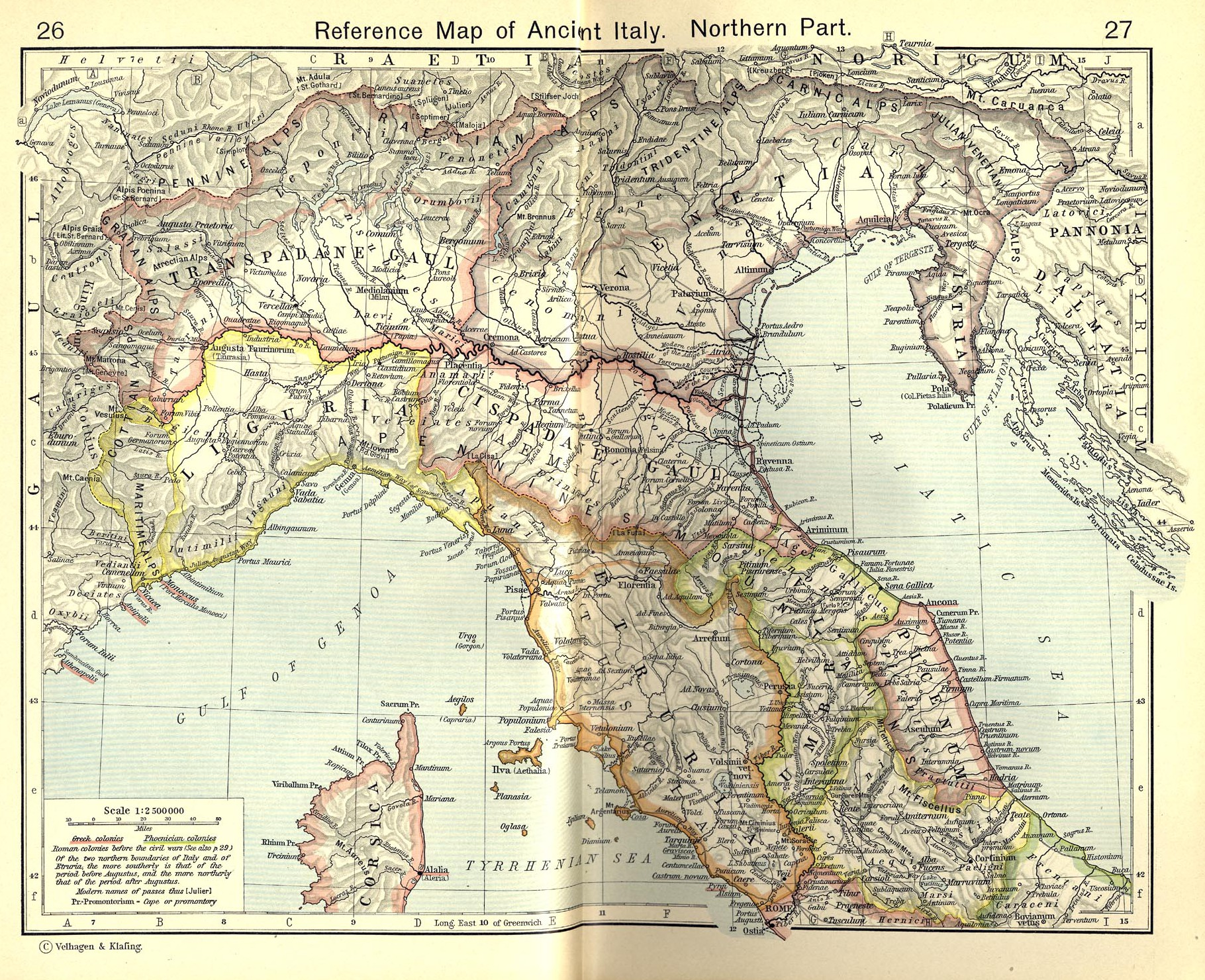
Венетия и Истрия на подробной карте северной части Италии периода Римской империи.

Регион X, Венетия и Истрия (лат. Regio X, Venetia et Histria) — 1) Своеобразная административно-территориальная единица Римской империи эпохи принципата — «регион», в составе римской Италии. 2) Провинция Римской империи эпохи домината, Западной Римской империи, а также, вероятно, провинция государства Одоакра, Королевства остготов, Равеннского экзархата (в составе Византии). Главный город — Аквилея.
После вторжения лангобардов в VI веке большая часть территории провинции вошла в герцогство Фриульское (в составе Королевства лангобардов), за Византией осталась только прибрежная область. В период средневековья почти весь регион перешёл под контроль Венецианской республики (см. Терраферма).

## История
Административно-территориальная единица «регион» была создана императором Октавианом Августом около 7 года при объединении древних областей в Северной Италии — Венетии, Истрии, Карнии, а также присоединения земель ценоманов расположенных на востоке Транспаданской Галлии. Как и другие регионы Италии, X-ый имел особый статус, отличный от внеиталийских провинций Римской империи, но после административных реформ императора Диоклетиана они были уравнены в правах, а «Венетия и Истрия», фактически ставшая обычной провинцией, вошла в состав нового образования — диоцеза Италии. После реформ Константина I, провинция входила в состав диоцеза Сельской Италии, который, в свою очередь, входил в префектуру Италии, Африки и Иллирии (позднее Иллирия стала отдельной префектурой).
В эпоху Великого переселения народов провинция подвергалась нашествиям вестготов — в 401-406 годах (разорение провинции, неудачная для варваров попытка овладеть Аквилеей), с 408 года (разорение провинции), гуннов — 452 год (разорение провинции, разграбление Аквилеи и др. городов), остготов — с 489 года (разорение провинции, создание королевства), франков — 539 год (разорение провинции), с 541 года (разорение провинции, в 551 году пытались блокировать прохождение здесь войск византийского полководца Нарсеса) и лангобардов — с 568 года (разграбление Аквилеи и др. городов, создание королевства). Входя в различные государственные образования некоторых из этих народов, провинция Венетия и Истрия, вероятно, сохраняла свои примерные границы, а гражданское управление строилось на административной системе, организованной ещё римлянами.

## Население и города
Наибольшую часть территории X региона занимали поселения венетских племён, римские города на их территории — Аквилея (главный город провинции), Альтин, Атрия, Виценция, Конкордия, Опитергий, Патавий, Тарвизий, Фельтрия. На северо-востоке находились земли племени карнов, родственных либо венетам, либо кельтам (рим. города Юлий Карникум, Форум Юлия), на востоке, на полуострове Истрия проживали истры, племя, возможно, иллирийского происхождения (рим. города Тергест, Пиета Юлия/ранее Пола, Парентий). В северной части провинции проживали эвганеи, камуны, триумпилины, возможно, относившиеся к ретийским племенам. В западной части X региона проживало кельтское племя, принадлежащее к группе авлерков — ценоманы (рим. города Бриксия, Кремона, Бедриак, Мантуя, Верона). Земли ценоманов относили к области называвшейся у римлян Транспаданская Галлия, позднее вошедшей в состав провинции Цизальпинская Галлия, и только после административных реформ Октавиана Августа они оказались в составе X региона.
В течение столетий на территории провинции происходила некоторая взаимная ассимиляция племён, также значительную роль в местном этногенезе сыграли римские переселенцы, колонии которых были выведены как в здешние города, так и самостоятельно. В период варварских нашествий, разграбления Аквилеи и других крупных римских городов, в более защищённой зоне заболоченного побережья начался рост приморских поселений — Гераклеи, Градо, Кьоджи, Маламокко, а часть беженцев, переселившаяся на острова одной из лагун Адриатического моря, положила начало городу Венеция.

## Хозяйствование
Археологические свидетельства существования латифундий в Истрии позволяют современным исследователям предположить о распространении во всём этом регионе типично римских методов хозяйствования. Также имеются свидетельства активного товарообмена в провинции — с древнейших времён здешние города являлись значительными пунктами перевалочной торговли между Италией и северными странами, важным предметом которой был балтийский янтарь — территория Венетии и Истрии являлась южным окончанием Янтарного торгового пути. Другой регион, с которым имелись обширные торговые связи — это соседствующая к востоку и юго-востоку Иллирия. Известно о существовании торговых домов в Аквилее, принадлежащих семьям Цезерниев, Стациев, Каниев, Барбиев. Интересы этих семей выходили за рамки региона — часто представители торговых домов (обычно вольноотпущенники) выступали поверенными в их торговых делах в других провинциях, например в Иллирии.
В самой провинции Венетия и Истрия торговые операции, главным образом, были сосредоточены в Аквилее и близлежащих территориях — товарами экспорта и реэкспорта были рабы и древесина, продукты сельского хозяйства: оливковое масло, мёд, скот и кожи, также вывозились различные изделия местного производства: из керамики, бронзы (например сосуды и висячие замки), янтаря, стекла. По словам Плиния Старшего, широко известно было местное вино. Значимость столицы провинции, как центра посреднической торговли, показывает наличие специальной службы, выполнявшей функции таможни в пользу римской казны. Вероятно, в провинции существовали и горноразработки — некоторые античные авторы сообщают о существовании рудников по добыче золота. В эпоху Римской империи на территории Венетии и Истрии также развивалась инфраструктура — речной порт Аквилеи и строительство дорог обеспечивали надёжные торговые и прочие связи региона с Италией и восточными провинциями.